# 31
 Тази статия е за 31-вата година от новата ера.  За числото 31 вижте 31 (число).  За други значения вижте 31 (пояснение).
31 (тридесет и първа) година е обикновена година, започваща в понеделник по юлианския календар.

## Събития

### В Римската империя
- Осемнайсета година от принципата на Тиберий Юлий Цезар Август (14 – 37 г.).
- Тиберий и Луций Елий Сеян (5-и път) – са консули на Римската империя
- Фауст Корнелий Сула, Секст Тедий Валерий Катул, Публий Мемий Регул и Луций Фулциний Трион – са суфектконсули.
- Луций Елий Сеян – е свален от службата командир на преторианската гвардия, осъден на смърт и екзекутиран, след като Тиберий получава тайно писмо от Антония Млада, в което се разкриват истинските му намерения и вероятната му роля в отравянето на Друз Юлий Цезар в съучастие с Ливила.[1]
- Ливила е арестувана и поверена на майка си Антония Младата, като скоро се самоубива или е оставена да умре от глад.[2]
- Невий Суторий Макрон – става преториански префект.

## Родени
- Попея Сабина – втората съпруга на император Нерон († 65)
- Гней Арий Антонин – римски политик, сенатор и поет († 97)

## Починали
- Ливила – римска матрона, съпруга на Друз Младши († 14 септември 23)
- Нерон Цезар – римски политик (* 6 г.)
- Велей Патеркул – древноримски историк
- 18 октомври: Луций Елий Сеян – римски политик, преториански префект (* 20 пр.н.е.)
- ок. 31 г.: Юда Галилеански – юдейски бунтовник (* между 7 и 4 пр.н.е.)
- ок. 31 г.: Гай Петроний – римски политик (* 18 пр.н.е.)